# Town of Gawler
Town of Gawler – jednostka samorządowa, położona w północnej części aglomeracji Adelaide. Obszar ten zamieszkuje 18913 (dane z 2006), powierzchnia wynosi 41,1 km². 76,3% mieszkańców Gawler urodziło się w Australii, 1% stanowią aborygeni.

## Dzielnice
W nawiasach podany jest kod pocztowy.
- Bibaringa (5118)
- Evanston (5116)
- Evanston Gardens (5116)
- Evanston Park (5116)
- Evanston South (5116)
- Gawler (5118)
- Gawler East (5118)
- Gawler South (5118)
- Gawler West (5118)
- Hillier (5116)
- Kudla (5115)
- Willaston (5118)